# Macaime
Fernando Macaime Junior znany jako Macaime (ur. 7 czerwca 1998 w Maputo) – mozambicki piłkarz grający na pozycji środkowego obrońcy. Od 2022 jest zawodnikiem klubu UD Songo.

## Kariera klubowa
Swoją karierę piłkarską Macaime rozpoczął w klubie Grupo Desportivo de Maputo. W 2016 roku zadebiutował w jego barwach w pierwszej lidze mozambickiej. W 2018 roku był wypożyczony do portugalskiego klubu Académica Coimbra, jednak nie zaliczył w nim debiutu. W 2021 roku był piłkarzem klubu AD Vilankulo, a w 2022 przeszedł do UD Songo. W sezonie 2022 wywalczył z nim mistrzostwo kraju.

## Kariera reprezentacyjna
W reprezentacji Mozambiku Macaime zadebiutował 2 czerwca 2021 w wygranym 5:0 towarzyskim meczu z Lesotho, rozegranym w Maputo.